# Lopott idő
A Lopott idő 2011-ben bemutatott disztópikus sci-fi film Justin Timberlake, Amanda Seyfried, Cillian Murphy, Olivia Wilde, Alex Pettyfer, Johnny Galecki és Vincent Kartheiser főszereplésével. A film írója, rendezője és producere is Andrew Niccol. 
Az Egyesült Államokban 2011. október 18-án, Magyarországon 2011. október 27-én került a mozikba.

## Alaptörténet
2169-re a genetikai fejlődés lehetővé teszi, hogy az emberek csak 25 éves korukig öregedjenek, ám azután mindössze 1 évet kapnak, így szükségük van arra, hogy több időt keressenek. A pénzt ez az új „életidő” váltotta fel, amely egyének között is átvihető: az emberek munkájukért időt kapnak fizetésként, vásárolni is idővel tudnak. Az emberek életéből hátra lévő idő a bal alkarjukon jelenik meg folyamatosan változó implantátumként. Amint ez az idő lejár, az egyén egy utolsó szívdobbanással meghal. Az életekből hátra lévő idő határozza meg a társadalom tagoltságát is. A szegények a daytoni gettóban élnek, és életük minden percéért kemény munkával kell megküzdeniük; ám a gazdagok a luxus városában, New Greenwichben élhetnek. Míg a szegények között a fiatalok vannak többségben, addig a gazdagok 25 éves korukbeli kinézetükkel évszázadokig is élhetnek.

## Cselekmény
|  | Alább a cselekmény részletei következnek! |

A 28 éves gyári munkás, Will Salas (Justin Timberlake) anyjával, Rachellel (Olivia Wilde) él a gettóban. Egy napon Will megmenti a 105 éves Henri Hamilton (Matt Bomer) életét, akit ki akartak rabolni egy bárban, ahol korábban idővagyonával kérkedve mindenkinek italokat rendelt. Hamilton támadója Fortis (Alex Pettyfer), egy gazdag embereket kifosztó banda főnöke. Will biztonságos helyre menekíti Hamiltont. Hamilton azt mondja Willnek, hogy „néhányak halhatatlanságáért sokaknak kell meghalniuk”; mert az egy emberre jutó idő elegendő lenne egy teljes élethez, ám a gazdagok az időt felhalmozva akarják elérni halhatatlanságukat. Hamilton később azt is elmondja, hogy nem vágyik tovább az életre, mert „bár talán tested nem kopik el, de elméd igen. Akarjuk, szükségünk van a halálra.”
Hajnalban Hamilton saját idejéből 116 évet ad át az alvó Willnek, mindössze 5 percet hagyva magának, amit arra használ fel, hogy egy híd mellvédjére ülve várja a halált. Will túl későn érkezik, hogy megmenthesse őt. Észreveszi, hogy egy közeli biztonsági kamera felvette mozgását, ezért elmenekül a területről. Az illetékes hatóságnak, az időrendészetnek különböző elméletei vannak Hamilton halálára. Egy fiatal időrendész helyesen feltételezi, hogy Hamilton mindössze „kifutott az idejéből”, más szóval megölte magát, de egy középkorú, tapasztalt időrendész, Raymond Leon (Cillian Murphy) meg van győződve arról, hogy egy daytoni lakos ölte meg.
Will egy buszmegállóban várja édesanyját, aki nem érkezik meg a busszal, mert nem volt elég ideje, hogy kifizesse szokásos buszjáratát az árak hirtelen növekedése után. Will és anyja is futásnak ered, de mire találkoznak, Rachelnek már alig néhány másodperce van hátra. Amint egymáshoz érnének, Will anyja holtan omlik fia karjaiba. Willnek eszébe jut, amit Hamilton mondott az időrendszer egyenlőtlenségéről, s megfogadja, hogy bosszút áll. Elhatározza, hogy New Greenwichbe megy, s hátra lévő idejéből több mint egy teljes évet elhasználva átjut az összes időzóna-határon. Érkezésekor belép egy kaszinóba, ahol az időmilliomos Philippe Weisszel (Vincent Karheiser) és lányával, Sylviával (Amanda Seyfried) találkozik. Will pókerpartit játszik Sylvia apjával, s nagyot kockáztatva közel 1000 évet nyer el az időmilliomostól. Sylvia ezután meghívja a fiatalembert egy bulira, apja házába.
A kúriában Leon elfogja Willt, s ideje legnagyobb részét elkobozza. Ezután Will Sylviát túszul ejtve megszökik, és együtt visszatérnek a gettóba. Autójuk azonban ráfut a Fortis bandája által kitett szöges útcsapdára, és defektet kapva lesodródik az út mellett futó csatornamederbe. Sylvia és Will eszméletüket vesztik. Fortis elrabolja – fél óra híján – Sylvia minden idejét, és Willnek is már csak percei vannak hátra, így kell menekülniük. Először felkeresik Borelt, akinek Will korábban 10 évet adott, ám csak Borel gyász sújtotta feleségét találják meg, akitől megtudják, hogy férje „9 évet elvert piára, halálra itta magát”. Sylvia eladja ékszereit, csekély 2 napnyi összeget kapva értük. Miután menedéket találnak maguknak, Will felhívja Sylvia apját, 1000 éves váltságdíjat követelve tőle Sylviáért. Határidőnek a másnap reggelt szabja meg, és úgy rendelkezik, hogy az 1000 évet a daytoni idősegély-szolgálatnak küldjék, s a gettó emberei között osszák szét. Leon beméri Will pozícióját a telefonhívás alapján, és azonnal Dayton felé indul.
A következő nap reggelén Will és Sylvia együtt figyelik szállásuk ablakából, hogy az idősegély-szolgálat zárva marad, azaz Weis nem adta meg a követelt váltságdíjat. Will mégis úgy dönt, hogy elengedi a lányt. Miközben Sylvia az utcáról apjának telefonál, a fegyveres Leon a mellékutcából lepi meg az út szélén ülő Willt. Sylvia azonban észreveszi az időrendészt, és egy váll-lövéssel leteríti. Will átad négy órát az időhiánnyal küszködő, lefegyverzett Leonnak, hogy ki tudjon jutni Daytonból, mielőtt „kifut az idejéből”. Will és Sylvia Leon autójával menekül el. Will azt mondja a lánynak, hogy még mindig van esélye „sértetlenül elsétálni”, ám Sylvia úgy dönt, hogy a férfi oldalán marad, azt mondva, hogy már nincs esély olyan életre, amilyet előtte New Greenwichben élt. Egymás után sorban rabolják ki az időhitelbankokat, a lopott időkapszulákat pedig szétosztják a szegények között. Eközben a hatóságok körözik őket, és egyre nagyobb „vérdíjat” tűznek ki a fejükre. Fortis végül másodszor is Will és Sylvia nyomára bukkan, és „időharcra” hívja ki Willt. Will uralja a harcot az édesapjától tanult technikával, „lenullázza” Fortis életidejét, embereit pedig lelövi.
Will és Sylvia észreveszi, hogy minden erőfeszítésük hiábavaló, mivel a gazdagok könnyűszerrel drágábbá tehetik az életet a gettókban, hogy fenntartsák a jelenlegi helyzetet. Sikeresen ellopnak 1 millió évet egy időkapszulában Weis saját főhadiszállásáról, majd mindenféle ellenállás nélkül menekülnek, és végül elérik Daytont. Érkezésükkor Leon nekiütközik Will autójának, ám a férfi még képes odaadni az időkapszulát egy fiatal lánynak, aki elkezdi megosztani a kapszulában lévő időt az emberekkel. Leon végül utoléri Willt és Sylviát a városon kívül, és fegyvert szegez rájuk. Will megkéri Leont, hogy a korábban kapott időből adjon vissza egy kicsit, különben előbb lejár az idejük, semmint az időrendész elsüthetné a fegyverét. Az idő említésére Leonnak feldereng, hogy korábban elmulasztotta felvenni a napidíját. Az alkarjára néz, és a számláló csak néhány másodpercet mutat; holtan esik össze. Ám Willnek és Sylviának is már csak 1-1 perc van hátra az életidejéből. Will Leon autójához rohan, feltölti magának az időrendész napidíját, majd továbbad belőle Sylviának, másodpercekkel azelőtt, hogy a lány „kifutna idejéből” – ez a jelenet tükrözi Will anyjának halálát.
Will és Sylvia folytatja az időbankok kirablását és az idő szétosztását, a rendszer romba döntését célzó terveik részeként, de immár 100 év vérdíjat tűztek ki a fejükre. Ezalatt a gazdagok az ugrásszerűen megnövekedett, gettókból érkező időzónaváltó embertömeggel kénytelenek szembesülni. Az időkapszulagyár, ahol egykor Will dolgozott, már leállt, nincs, aki dolgozzon benne. A film azzal a jelenettel ér véget, amint Will és Sylvia egy újabb – az eddigieknél nagyobb – bank kirablására készül.
|  | Itt a vége a cselekmény részletezésének! |

## Szereplők
| Színész                | Szerep                           | Magyar hang   |
| ---------------------- | -------------------------------- | ------------- |
| Justin Timberlake      | Will Salas                       | Zámbori Soma  |
| Amanda Seyfried        | Sylvia Weis, Phillipe Weis lánya | Földes Eszter |
| Cillian Murphy         | Raymond Leon időrendész          | Welker Gábor  |
| Alex Pettyfer          | Fortis                           | Orosz Ákos    |
| Vincent Kartheiser     | Philippe Weis bankár             | Simon Kornél  |
| Olivia Wilde           | Rachel, Will anyja               | Peller Anna   |
| Matt Bomer             | Henry Hamilton                   | Sarádi Zsolt  |
| Johnny Galecki         | Borel, Will barátja              | Nagypál Gábor |
| Collins Pennie         | Jaeger időrendész                | Géczi Zoltán  |
| Ethan Peck             | Constantin                       |               |
| Yaya DaCosta           | Greta, Borel felesége            |               |
| Rachel Roberts         | Carrera                          |               |
| August Emerson         | Levi                             |               |
| Sasha Pivovarova       | Clara Weis, Sylvia nagyanyja     |               |
| Jesse Lee Soffer       | Webb                             |               |
| Bella Heathcote        | Michele Weis, Sylvia anyja       |               |
| Toby Hemingway         | Kors időrendész                  | Molnár Áron   |
| Melissa Ordway         | Leila                            |               |
| Jessica Parker Kennedy | Edouarda                         |               |
| Jeff Staron            | Oris                             |               |
| Matt O’Leary           | Moser                            |               |
| Nick Lashaway          | Ekman                            |               |

## Plágiumgyanú
2011. szeptember 15-én a The Hollywood Reporter szerint egy ügyvéd vádiratot nyújtott be Harlan Ellison spekulatív fikcióíró nevében, miszerint a film cselekménye a „Térj meg, Harlequin” – mondta Vekker úr című, 1965-ös, díjnyertes novellája alapján készült.